# Большой ошейниковый попугай
Большой ошейниковый попугай (лат. Psittacella brehmii) — вид попугаев из семейства Psittaculidae.
Вид назван в честь немецкого путешественника и коллекционера Альфреда Брема.

## Описание
Большой ошейниковый попугай самый большой вид рода ошейниковых попугаев (Psittacella), его высота достигает до 24 см, а вес от 94 до 120 грамм. Голова тускло-оливкового цвета, имеет поперечные жёлтые и чёрные полосы на спине, в основном он зелёного цвета. Радужная оболочка красная, клюв голубовато-серого цвета с белым кончиком. Ноги серого цвета. У самцов есть жёлтая полоса на шеи и зелёная грудь. У самок отсутствует жёлтая полоса на шеи, но на груди есть жёлто-чёрная полоска. Молодые особи напоминают самок, но у них желтовато-коричневая радужная оболочка и бледно-жёлтая или блекло зелёная полоса на груди.

## Распространение
Большой ошейниковый попугай родом из Новой Гвинеи, обитает на высокогорьях на высоте от 1500 до 2600 метров над уровнем моря (встречается от 1100 до 3800 метров).

## Классификация
У большого ошейникового попугая выделяют 4 подвида с ареалами:
- Psittacella brehmii brehmii — полуостров Чендравасих.
- Psittacella brehmii intermixta — центральные горы Новой Гвинеи. Низ и перемычка на спине желтовато-зелёные.
- Psittacella brehmii pallida — горы на юго-востоке Новой Гвинеи.
- Psittacella brehmii harterti — полуостров Хьюон[англ.]. Голова более светлая, менее желтовато-зелёная.

## Галерея

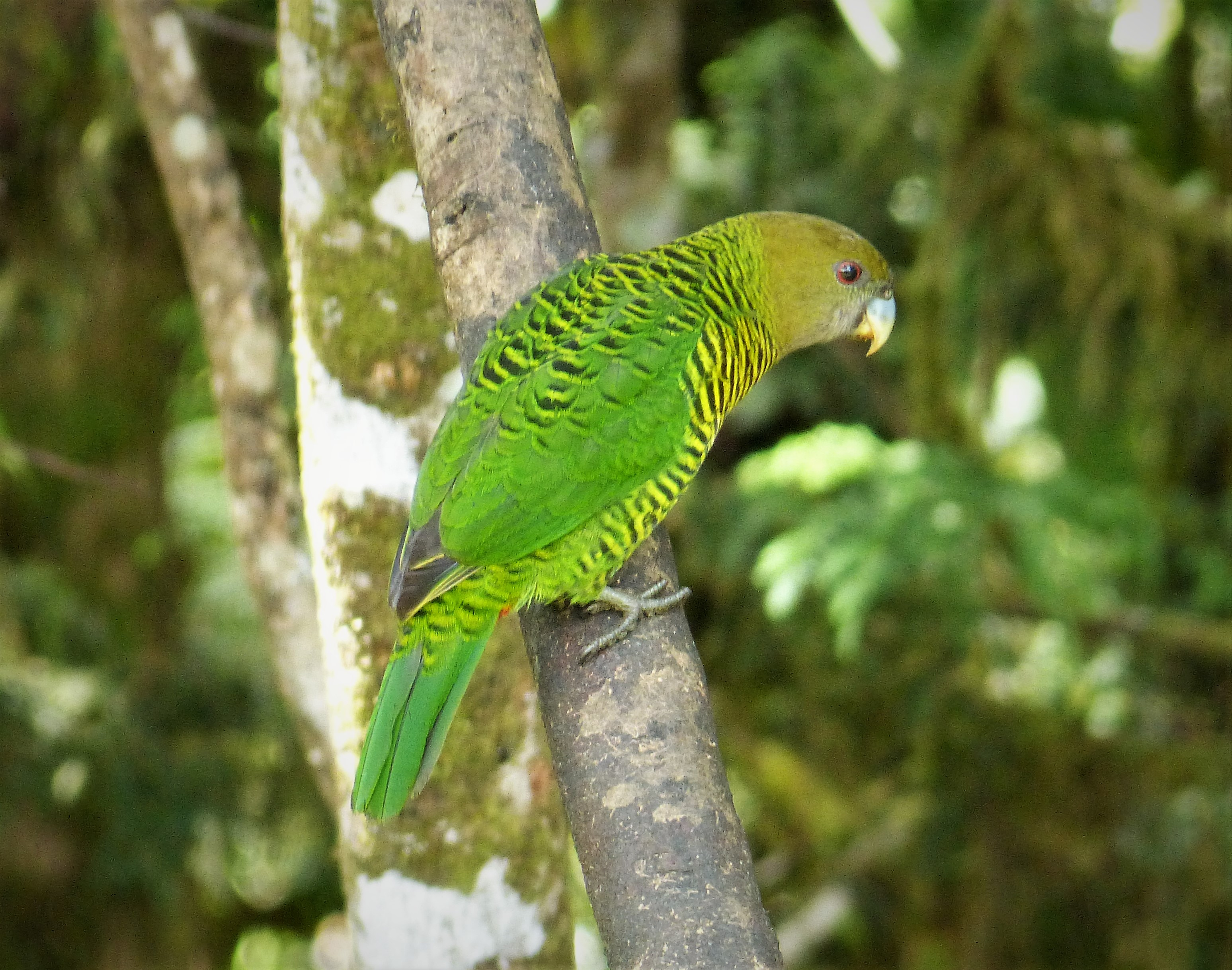
Самка
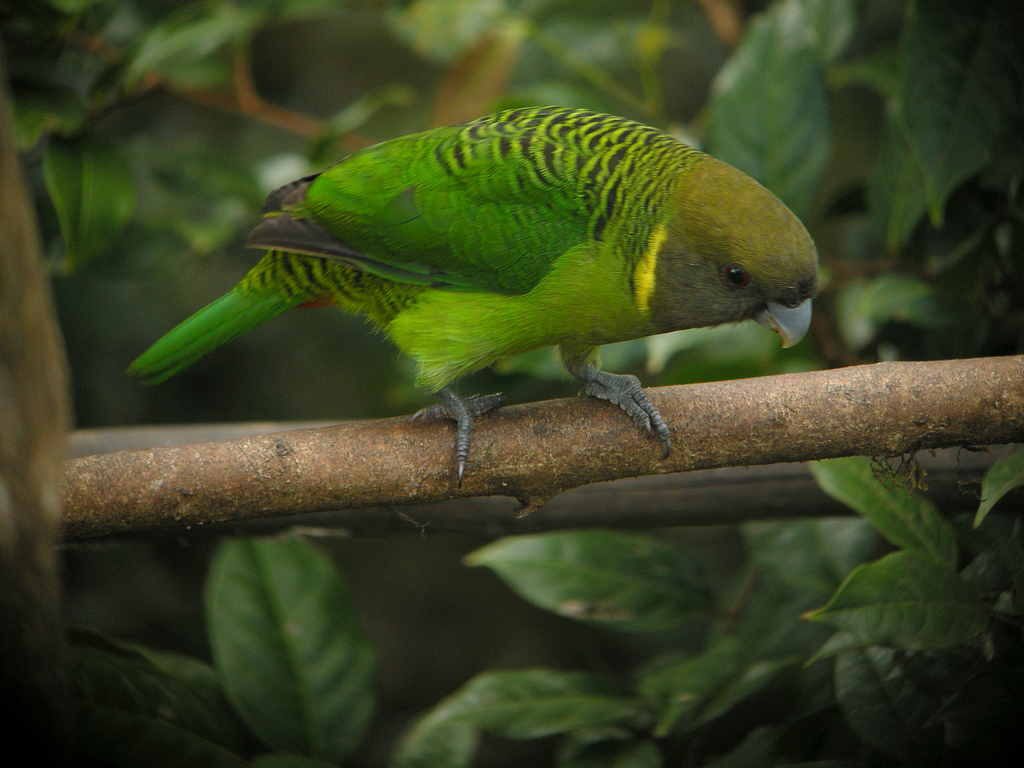
Самец